# Хуан Миньхао
Хуан Миньхао (род. 21 августа 1992 года) — китайский тяжелоатлет, призёр чемпионата мира 2018 года, призёр чемпионатов Азии 2013 и 2017 года.

## Карьера
Он начал заниматься спортом в 2002 году, Китайской Народной Республике. Тренер воодушевил его начать заниматься тяжелой атлетикой. 
На чемпионате Азии 2013 года спортсмен из Китая завоевал бронзовую медаль в весовой категории до 62 кг, взяв вес 279 кг.
В 2017 году на чемпионате Азии в Ашхабаде он занял третье итоговое место с общим весом на штанге 295 кг. 
В начале ноября 2018 года на чемпионате мира в Ашхабаде, китайский спортсмен, в весовой категории до 67 кг, завоевал абсолютную серебряную медаль, взяв общий вес 323 кг. В упражнении рывок он стал первым, взяв штангу весом 152 кг.